# Taillefontaine
 Taillefontaine  es una población y comuna francesa, en la región de Picardía, departamento de Aisne, en el distrito de Soissons y cantón de Villers-Cotterêts.

## Demografía
| 346 | 320 | 281 | 255 | 270 | 287 |
| Para los censos de 1962 a 1999 la población legal corresponde a la población sin duplicidades (Fuente: INSEE [Consultar]) |     |     |     |     |     |